# Guzhangien
Stratigraphie
Drumien Paibien
Furongien
Le Guzhangien est, dans l'échelle des temps géologiques de la Commission internationale de stratigraphie, le septième étage géologique du Cambrien, dans l'ère paléozoïque. Cette subdivision est la plus récente de la troisième époque du Cambrien, le Miaolingien, et s'étend de 500,5 à 497 millions d'années environ. Elle est précédée par le Drumien et suivie par le Paibien,.

## Stratigraphie
| Système                                          | Série        | Étage        | Âge (Ma)        |
| ------------------------------------------------ | ------------ | ------------ | --------------- |
| Ordovicien                                       | Inférieur    | Trémadocien  | plus récent     |
| Cambrien                                         | Furongien    | Étage 10     | ≃489.5 - 486.85 |
| Cambrien                                         | Furongien    | Jiangshanien | ≃494.2 - ≃489.5 |
| Cambrien                                         | Furongien    | Paibien      | ≃497.0 - ≃494.2 |
| Cambrien                                         | Miaolingien  | Guzhangien   | ≃500.5 - ≃497.0 |
| Cambrien                                         | Miaolingien  | Drumien      | ≃504.5 - ≃500.5 |
| Cambrien                                         | Miaolingien  | Wuliuen      | ≃506.5 - ≃504.5 |
| Cambrien                                         | Série 2      | Étage 4      | ≃514.5 - ≃506.5 |
| Cambrien                                         | Série 2      | Étage 3      | ≃521.0 - ≃514.5 |
| Cambrien                                         | Terreneuvien | Étage 2      | ≃529.0 - ≃521.0 |
| Cambrien                                         | Terreneuvien | Fortunien    | 538.8 - ≃529.0  |
| Édiacarien                                       | Édiacarien   | Édiacarien   | plus ancien     |
| Subdivisions du Cambrien d'après l'ICS (2018-08) |              |              |                 |

La base du Guzhangien correspond au niveau de première apparition de l'espèce de trilobite Lejopyge laevigata. Le point stratotypique mondial de cet étage, définissant la limite entre le Guzhangien et l'étage inférieur, le Drumien, est localisé dans la coupe de Luoyixi, dans une couche calcaire 121,3 m au-dessus de la base de la Formation de Huaqiao. Ce stratotype de limite est situé le long de la rivière Youshui, à 4 km de Luoyixi, dans le xian de Guzhang, dans le nord-ouest de la province du Hunan, en Chine (28° 43,2′ N, 109° 57,88′ E).